# Camptoneuromyia adhesa
Camptoneuromyia adhesa är en tvåvingeart som först beskrevs av Ephraim Porter Felt 1907.  Camptoneuromyia adhesa ingår i släktet Camptoneuromyia och familjen gallmyggor. Inga underarter finns listade i Catalogue of Life.